# Iuput
Iuput (... – 924 a.C.) è stato un Primo Profeta di Amon durante la XXII dinastia egizia.

## Biografia
Figlio di Sheshonq I, venne messo dal padre sul seggio pontificale di Tebe in sostituzione dell'ultimo discendente di Herihor, il fondatore della Dinastia dei Primi Profeti di Amon che poco più di un secolo prima aveva reso ereditaria la carica di Primo Profeta, dando vita ad uno stato di fatto per cui la regione tebana era praticamente indipendente dal sovrano residente nel Basso Egitto.

Oltre al titolo sacerdotale, nelle iscrizioni gli è anche attribuito il titolo di Capo dell'esercito e di Governatore dell'Alto Egitto. Fece erigere un proprio cenotafio (falsa tomba) ad Abido.
| R8 | U36 | D1 · p · n | i | mn · n | N5 · Z1 |

| E9 · p · Z7 | U33 | i |

hm ntr tpi n imn rˁ ipwt - Primo Profeta di Amon-Ra, Iuput